# La dolce ala della giovinezza (opera teatrale)
La dolce ala della giovinezza (Sweet Bird of Youth) è un'opera teatrale del drammaturgo statunitense Tennessee Williams, scritta nel 1952 ma andata in scena a Broadway solo nel 1959. La pièce parla del gigolò Chance Wayne che torna nella sua città natale in Florida con la star in declino Alexandra Del Lago per cercare di riprendersi quello che aveva lasciato nella sua giovinezza, Heavenly, il suo primo amore. Come per Blanche DuBois in Un tram che si chiama Desiderio, il ruolo del protagonista fu scritto per Tallulah Bankhead, grande amica di Williams.

## Trama
Dopo aver abbandonato la città natale in cerca del successo che la sua giovinezza e bellezza sembrava promettergli, Chance Wayne torna a St Cloud, Mississippi, dopo fallimentari tentativi di sfondare come attore a Broadway e Hollywood. Dopo essersi reinventato come gigolo, Chance torna in città accompagnato dalla stella del cinema in declino Alexandra del Lago, una donna non più giovanissima, depressa e alcolizzata, in fuga dalle pessime recensione che crede che il suo ultimo film le porterà. Chance si è legato alla donna - che si è registrata all'hotel con lo pseudonimo di principessa Kosmonopolis - nella speranza che Alexandra gli possa spalancare le porte di Hollywood e durante un viaggio in Florida ha convinto l'amante a fare una tappa a St Cloud, per reincontrare Heavenly Finley, l'amore della sua giovinezza che aveva lasciato in cerca del miraggio del successo. Ma Heavenly è solo l'ombra della ragazza di un tempo, anche a causa di una malattia venerea trasmessale da Chance in occasione della sua ultima visita. Per rimediare alla malattia, la ragazza era stata operata in segreto da un chirurgo maldestro e in seguito a un intervento andato male Heavenly era rimasta sterile. Suo padre, il politico corrotto Boss Finley, ha giurato vendetta e vuole che Chance soffra la stessa sorte di un ragazzo nero del luogo, recentemente linciato e castrato.
Con i soldi e la macchina dell'amante, Chance prova a dimostrare ai cittadini di St Cloud di essere un uomo di successo, ma il bluff viene smascherato in fretta e Chance viene visto per il mantenuto che è in realtà dai suoi vecchi amici. Intanto Alexandra ha scoperto che il suo ultimo film si è rivelato un grande successo di critica e pubblico, una notizia che le dà una nuova carica per tornare a Hollywood trionfalmente. Chance vorrebbe quindi andarci con lei e sfruttare l'onda del suo successo, ma Alexandra, di nuovo in pista, realizza che un gigolo macchierebbe soltanto il suo buon nome. Resosi conto che la sua bellissima giovinezza è ormai sparita, Chance non sa come andare avanti nella vita: declina l'offerta di Alexandra di continuare ad essere il suo amante segreto e decide di restare in città e subire la sua inevitabile punizione.

## Origini e debutto
Williams scrisse il grosso del dramma nel 1952 e la pièce era originariamente concepita come due opere teatrali distinte: una con solo i personaggi di Chance ed Alexandra e l'altra incentrata sui drammi della famiglia Finley, quello che sarebbe diventato il secondo atto de La dolce ala della giovinezza. Dopo aver rielaborato il testo e unito le due opere, Williams presentò la pièce come un "work in progress" a Coral Gables in Florida; l'allestimento andò in scena nell'autunno 1956 allo Studio M Playhouse per la regia di George Keathley e Tallulah Bankhead e Robert Drivas nel ruolo dei due protagonisti. Elia Kazan vide la prima e chiese e ottenne di poter dirigere l'opera al suo debutto a Broadway. Diretta da Kazan, la pièce debuttò al Martin Beck Theatre di Broadway il 10 marzo 1959, con un cast che comprendeva Paul Newman, Geraldine Page, Sidney Blackmer, Madeleine Sherwood, Diana Hyland, Rip Torn e Bruce Dern. Il dramma ricevette critiche contrastanti, ma fu comunque candidato a tre Tony Award e rimase in cartellone per 375 repliche.

## Rappresentazioni
Edwin Sherin diresse il primo revival di Broadway, andato in scena dal 29 dicembre 1975 all'Harkness Theatre di Broadway, con Christopher Walken nel ruolo di Chance ed Irene Worth in quello di Alexandra; per la sua interpretazione la Worth vinse il Tony Award alla miglior attrice protagonista in un'opera teatrale. Harold Pinter diresse la prima londinese del dramma, debuttato all'Haymarket Theatre del West End l'8 luglio 1985 con Lauren Bacall nel ruolo di Alexandra; la produzione fu successivamente trasferita a Los Angeles con la regia di Michael Blakemore.
Nel 1989 Rossella Falk interpretò la Del Lago in una produzione diretta da Giuseppe Patroni Griffi per il teatro Eliseo di Roma; la traduzione era ancora quella di Masolino D'Amico e il cast comprendeva anche Lino Capolicchio e Mascia Musy.
Dal febbraio al marzo 1998 la pièce andò in scena al Teatro dell'Elfo di Milano per la regia di Lorenzo Loris e le traduzioni di Masolino D'Amico. Ida Marinelli interpretava Alexandra, Gigio Alberti Chance ed Elena Russo Heavenly.
Nel 2011 era stato annunciato che il produttore Scott Rudin avrebbe prodotto un revival a Broadway con Nicole Kidman e James Franco, ma dopo la rinuncia di Franco il progetto fu accantonato. Prodotta da Rudin e diretta da David Cromer, una produzione de La dolce ala della giovinezza andò invece in scena al Goodman Theatre di Chicago con Diane Lane. Nell'estate 2013 la pièce tornò sulle scene londinesi in un allestimento di Marianne Elliott all'Old Vic, con Seth Numrich e Kim Cattrall. Jonathan Kent ha diretto un revival al Minerva Theatre di Chichester nel 2017, con Marcia Gay Harden nel ruolo di Alexandra e Brian J. Smith in quello di Chance.

## Adattamento cinematografico
Nel 1962 Richard Brooks diresse l'omonimo adattamento cinematografico del dramma, in cui Paul Newman e Geraldine Page tornarono con successo ad interpretare i ruoli già ricoperti a Broadway tre anni prima.